# Paul Conrad
Pour les articles homonymes, voir Conrad.
Paul Francis Conrad, né le 27 juin 1924 et mort le 4 septembre 2010, est un dessinateur de presse américain dont les travaux ont été récompensés trois fois par le Prix Pulitzer du dessin de presse.

## Biographie
En cinquante ans de carrière, Conrad a observé d'un œil critique onze mandats présidentiels aux États-Unis. Après avoir travaillé pour le Denver Post, il est recruté au Los Angeles Times, où il est connu pour ses œuvres progressistes. Il est estimé à cause de son franc-parler face aux pouvoirs. Chaque semaine, Conrad aborde une question de justice sociale. Ses sujets de prédilection sont la pauvreté en Amérique, les mouvements des droits civiques, la guerre du Viêt Nam, le conflit israélo-palestinien, la corruption dans les entreprises ou dans la sphère politique. Lors du scandale du Watergate, ses critiques envers le président Richard Nixon lui valent l'hostilité du gouvernement (en), ce que Conrad vit comme un honneur.

## Ouvrages
- When in the Course of Human Events (1973)
- The King and Us (1974)
- Pro and Conrad (1979)
- Drawn and Quartered (1985)
- CONartist (1993)
- Drawing The Line (1999)

## Récompenses
Il a reçu trois fois le Prix Pulitzer : en 1964, 1971 et 1984.